# 9002 Gabrynowicz
9002 Gabrynowicz eller 1981 QV2 är en asteroid i huvudbältet som upptäcktes den 23 augusti 1981 av den belgiske astronomen Henri Debehogne vid La Silla-observatoriet. Den är uppkallad efter Joanne Irene Gabrynowicz.
Asteroiden har en diameter på ungefär 5 kilometer. 